# Der kroatische Faust
Der kroatische Faust ist ein 1982 erstaufgeführtes Schauspiel des jugoslawischen Dramatikers Slobodan Šnajder. 

## Handlung
Sommer 1941: im Zagreber Nationaltheater fordert der Ortsgruppenleiter der Ustascha das Ensemble auf, zur Hommage für die deutschen Besatzungstruppen den Faust von Goethe aufzuführen. Die Schauspieler, eingeschüchtert durch die Entlassung aller Nicht-Kroaten (darunter Juden), folgen nur widerwillig dem Befehl.
Unmittelbar nach der Premiere verschwindet der Faust-Darsteller und geht zu den Partisanen. Die Darsteller von Gretchen und Mephisto werden als Kommunisten enttarnt und hingerichtet.
Nach dem Einmarsch der Russen und der jugoslawischen Partisanen in Zagreb fordern die neuen Machthaber, erneut den Faust aufzuführen.

## Film und Fernsehen
- Der kroatische Faust, WDR (1988), Fernsehbearbeitung der dt. Erstaufführung. Ensemble Theater an der Ruhr, Regie: Roberto Ciulli in Zusammenarbeit mit Hans-Peter Clahsen und Michael F. Huse.
- Filmtheatertrailer, Kino (1987), Regie: Hans-Peter Clahsen.